# Erhard Melcher
Erhard Melcher, född 1 januari 1940, är en tysk ingenjör, mest känd som medgrundare av Mercedes-AMG tillsammans med Hans Werner Aufrecht.